# The La's
The La's var et engelsk rockband fra Liverpool, der oprindelig var aktivt fra 1983 til 1992. Forsanger, sangskriver og guitarist Lee Mavers var gruppens frontmand. De er bedst kendt for hitsinglen "There She Goes". Gruppen blev dannet i 1983 af Mike Badger og Mavers sluttede sig til dem året efter. I det meste af gruppens historie har der været stor udskiftning i medlemmerne, men med Lee Mavers (vokal, guitar) og John Power (bas, baggrundvokal) som kernemedlemmer samt adskillige guitarister og trommeslager inklusive Paul Hemmings, John "Timmo" Timson, Peter "Cammy" Cammell, Iain Templeton, John "Boo" Byrne, Chris Sharrock, Barry Sutton og Neil Mavers.
Efter Badger forlod gruppen i slutningen af 1986 skrev de kontrakt med Go! Discs i 1987 og påbegyndte indspilningen af deres debutalbum. De udgav singlerne "Way Out" (1987), "There She Goes" (1988) og "Timeless Melody" (1990). Efter at have opgivet adskillige indspilningssessioner med forskellige producere udgav de debutalbummet The La's i 1990, der fik gode anmeldelser og moderat kommerciel succes. John Power forlod The La's for at danne Cast og gruppen indstillede sine aktiviteter i 1992, hvilket holdt i næste to årtier. Gruppen blev gendannet kort i 1990'erne, 2005 og i 2011, men de har ikke udgivet nyt materiale.

## Diskografi

### Studiealbum
- The La's (1990) No. 30 (UK), No. 196 (US)

### Opsamlingsalbum
- Lost La's 1984–1986: Breakloose (1999)
- Singles Collection (2001)
- Lost La's 1986–1987: Callin' All (2001)
- BBC in Session (2006)
- Lost Tunes (2008)
- De Freitas Sessions '87 (2010)
- Callin' All (2010)

### Singler
| År   | Titel                    | Højeste hitlisteplacering | Højeste hitlisteplacering | Højeste hitlisteplacering | Højeste hitlisteplacering |
| År   | Titel                    | UK                        | NL                        | US                        | US Mod                    |
| ---- | ------------------------ | ------------------------- | ------------------------- | ------------------------- | ------------------------- |
| 1987 | "Way Out"                | 86                        | —                         | —                         | —                         |
| 1988 | "There She Goes"         | 59                        | —                         | —                         | —                         |
| 1990 | "Timeless Melody"        | 57                        | —                         | —                         | 12                        |
| 1990 | "There She Goes" (remix) | 13                        | 57                        | 49                        | 2                         |
| 1991 | "Feelin'"                | 43                        | —                         | —                         | —                         |